# Sikorsky S-61

Sikorsky S-61L

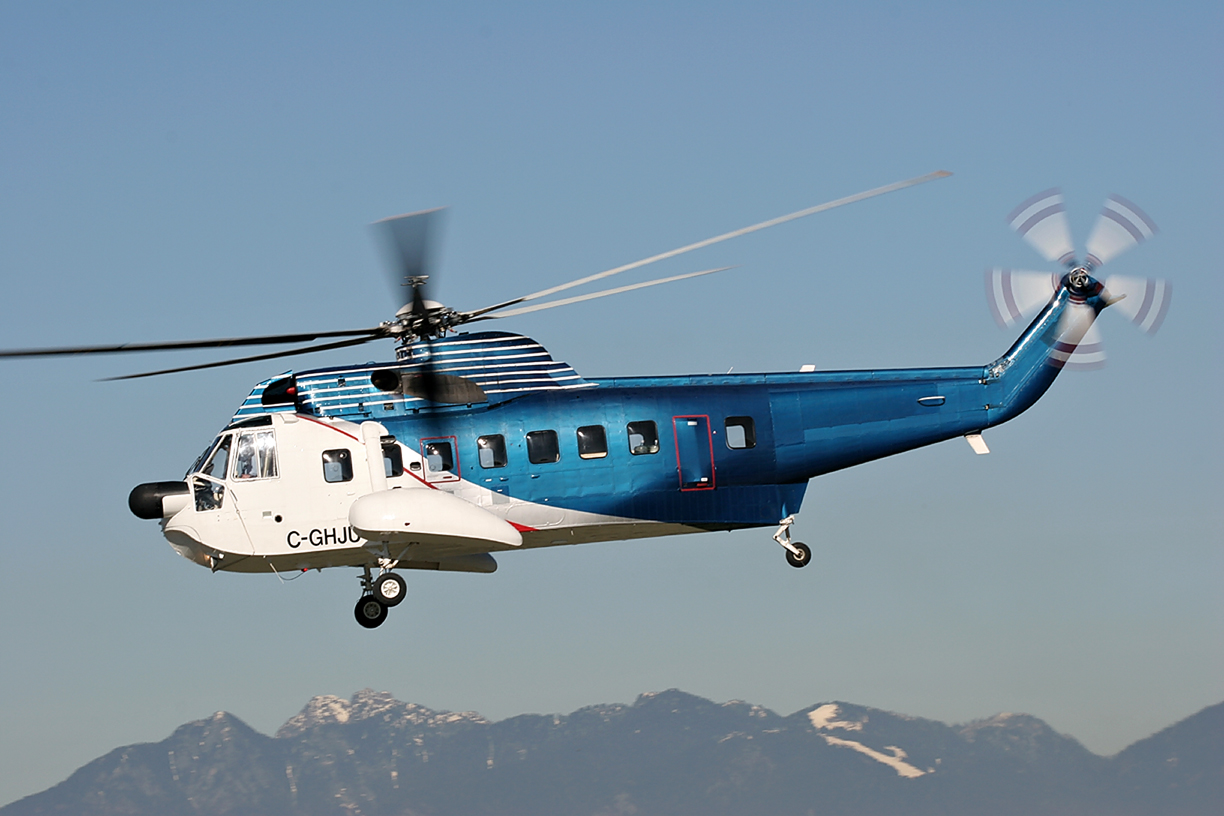
S-61N van Helijets, Vancouver International Airport.

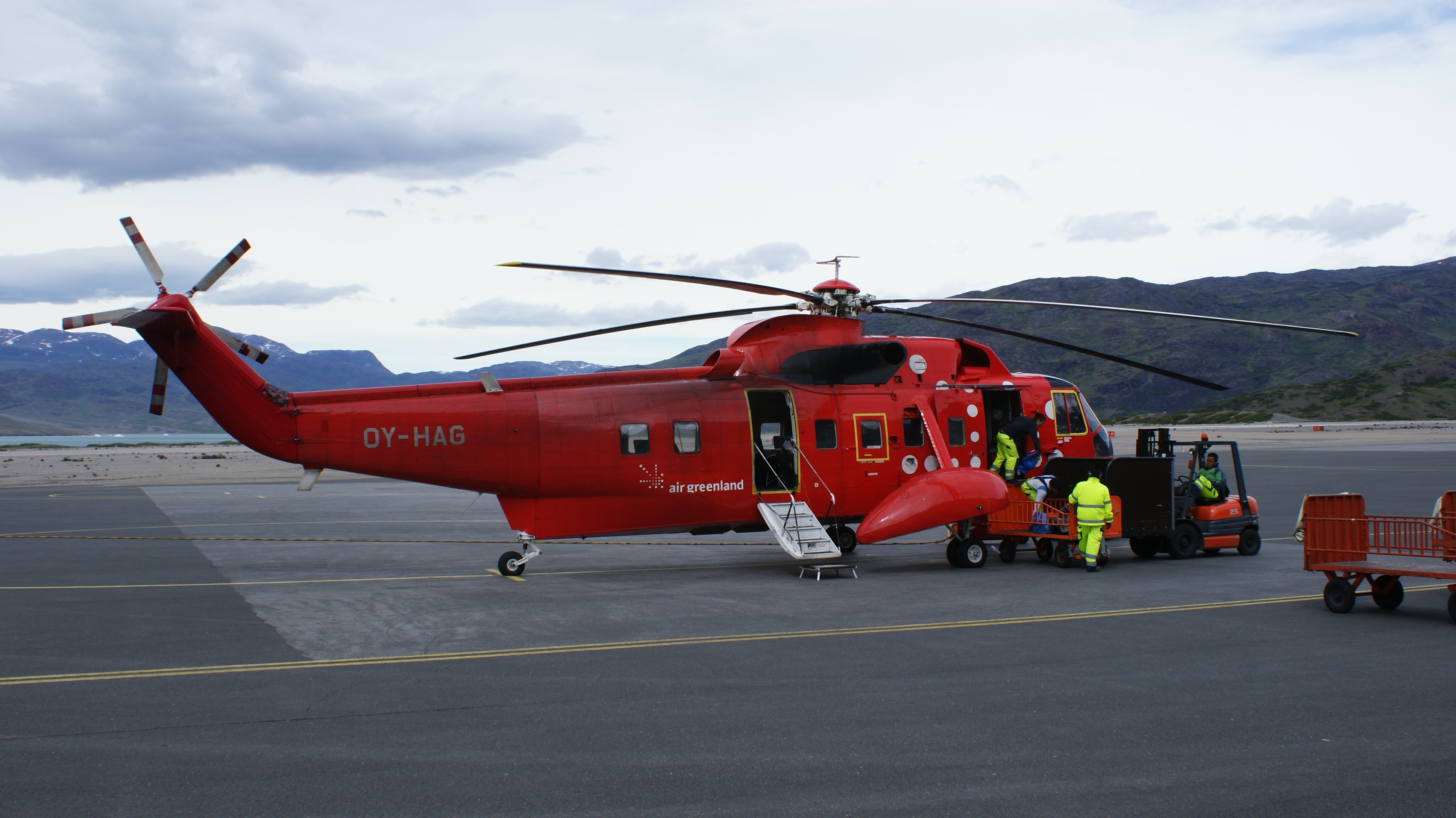
S-61N, gebruikt voor transport van personen en van vracht

De Sikorsky S-61L en de S-61N zijn de civiele versies van de Sikorsky SH-3 Sea King. De twee types worden vooral gebruikt voor vervoer naar boorplatforms en voor het vervoer van personen in het algemeen.

## Ontwikkeling
In 1957 sloot Sikorsky een contract van de USAF voor ontwikkeling en levering van een amfibie-anti-duikboot-helikopter. Hieruit is de Sikorsky SH-3 Sea King ontstaan. Een eerste prototype vloog in 1959 en in 1961 startte de serieproductie.
Sikorsky was snel met het ontwikkelen van een civiele versie van de Sea King. Het eerste prototype daarvan vloog nog in november 1961. Het was ongeveer 1.30 m langer dan de Sea King zodat het beter geschikt zou zijn voor het vervoer van personen.

## Varianten

##### S-61L
Dit toestel was niet uitgerust met drijvers. Het had plaats voor 30 personen. Er zijn er dertien van gebouwd.

##### S-61L Mk-II
Verbeterde versie van de S-61L, uitgerust met extra vrachtruimte.

##### S-61N
Hetzelfde toestel als de S-61L maar dan uitgerust met drijvers.

##### S-61N Mk II
Gelijkwaardig aan de S-61L Mk II maar wel uitgerust met drijvers.